# Cicely Saunders
Cicely Saunders (Barnet, 22 de junio de 1918-Londres, 14 de julio de 2005) fue una enfermera, trabajadora social y médica británica.

## Biografía
De la religión cristiana (convertida al unirse al anglicanismo). Inició la difusión de hospicios, subrayando la importancia de los cuidados paliativos en la medicina moderna, asistiendo a los enfermos terminales hasta el final de su vida de la forma más cómoda posible.
Era miembro de los Colegios Reales de Médicos, de Enfermeras y de Cirujanos.
Los equipos de oncología y cuidados paliativos se forman para ayudar en esta situación en la vida, Cicely Saunders (pionera en cuidados paliativos mundial) mencionaba  “el dolor solo es insoportable cuando a nadie le interesa”. La misión de estos profesionales de la salud es estar siempre, acompañandote al paciente y a su entorno familiar.
·       El apoyo psicosocial a los pacientes con cáncer y a sus familiares, en todas las fases de la enfermedad.
·       El apoyo psicosocial y la formación a los profesionales de la salud que trabajan en la oncología.
·       La investigación científica de los determinantes psicológicos del cáncer.
·       La prevención del cáncer (dado que la mayoría de factores de riesgo son de tipo conductual).
·       El impacto de las enfermedades oncológicas en la sociedad y su tratamiento en los medios de comunicación.
La mejora en la atención a los pacientes y a los familiares en su paso por los centros de salud.

## Premios y reconocimientos
- 1979, Dama de la Orden del Imperio Británico.[3]
- 1981, Premio Templeton.
- 2001, Premio Conrad Hilton, para el Hospicio St. Christopher.[4]